# Leucopogon neurophyllus
Leucopogon neurophyllus är en ljungväxtart som beskrevs av Ferdinand von Mueller. Leucopogon neurophyllus ingår i släktet Leucopogon och familjen ljungväxter. Inga underarter finns listade i Catalogue of Life.